# Miss Rumania
Miss Rumania (en rumano: Miss România) es un concurso de belleza nacional en Rumania. Se encarga de seleccionar a la representante del país para el concurso Miss Universo.

## Historia
Durante el periodo de entreguerras hubo dos concursos llamados «Miss Rumania», uno organizado por la revista Realitatea ilustrată ('Realidad ilustrada') y el otro por la revista Ilustrațiunea Română ('Ilustración rumana').
En 1979, durante el periodo comunista, se llevó a cabo un concurso llamado Muncă, frumusețe, tinerețe ('Trabajo, belleza, juventud') bajo los auspicios de la Unión de la Juventud Comunista, el Consejo Socialista de Cultura y Educación, el Consejo Nacional de Mujeres y la Unión General de Sindicatos de Rumania. El concurso se llevaba a cabo en fases para empresas, municipios y condados, y la fase final, a nivel nacional, se organizaba en agosto de cada año, en el escenario del teatro de verano del campamento de estudiantes de Costinești. La primera ganadora de este concurso fue Matilda Pascal.

## Ganadoras

### 1929-1935
| Año     | Miss Rumania           | Miss Rumania           | Miss Rumania           | Miss Rumania           |
| Año     | Realitatea Ilustrată   | Realitatea Ilustrată   | Ilustrațiunea Română   | Ilustrațiunea Română   |
| Año     | Nombre                 | Imagen                 | Nombre                 | Imagen                 |
| ------- | ---------------------- | ---------------------- | ---------------------- | ---------------------- |
| 1929    | Magda Demetrescu       |                        | Marioara Gănescu       |                        |
| 1930    | Mariana Mirică         |                        | Zoica Dona             |                        |
| 1931    | Erastia Peretz         |                        | Tanți Viișoreanu       |                        |
| 1932    | Alice Enghel           |                        | Liliana Delescu        |                        |
| 1933    | —                      | —                      | Dina Mihalcea          |                        |
| 1934    | Tita Cristescu         |                        | Hélène Dona            |                        |
| 1935    | Dorothée Christesco de | Dorothée Christesco de | Dorothée Christesco de | Dorothée Christesco de |
| 1936-78 | —                      | —                      | —                      | —                      |

1. ↑  Cristescu también es mencionada como «la primera Miss Rumania».[12][13]

### Muncă, frumusețe, tinerețe(1979-1989)
| Año  | Muncă, frumusețe, tinerețe ('Trabajo, belleza, juventud') | Muncă, frumusețe, tinerețe ('Trabajo, belleza, juventud') |
| Año  | Nombre                                                    | Imagen                                                    |
| ---- | --------------------------------------------------------- | --------------------------------------------------------- |
| 1979 | Matilda Pascal                                            |                                                           |
| 1980 | —                                                         | —                                                         |
| 1985 | Angela Rusu                                               |                                                           |
| 1986 | Luminița Postăvaru                                        |                                                           |
| 1987 | Luminița Gabriela Mirițescu                               |                                                           |
| 1988 | Gabriela Manole                                           |                                                           |
| 1989 | Manuela Husti                                             |                                                           |

### Miss Rumania (1990-1999)
| Año  | Miss Rumania          |
| ---- | --------------------- |
| 1990 | Adela Marian          |
| 1991 | Daniela Nane          |
| 1992 | Camelia Ilie          |
| 1993 | Angelica Nicoară      |
| 1994 | Mihaela Ciolacu       |
| 1996 | Beatrice Vornicu      |
| 1997 | Diana Maria Urdareanu |
| 1998 | Iuliana Elena Verdeș  |
| 1999 | Nicoleta Luciu        |

## Representación internacional

### Miss Universo Rumania
: Declarada como ganadora
     : Terminó como finalista
     : Terminó como una de las semifinalistas o cuartofinalistas
     : Terminó como ganadora de premios especiales
| Año                           | Ciudad natal | Miss Universo Rumania   | Posición en Miss Universo | Premios especiales | Notas |
| ----------------------------- | ------------ | ----------------------- | ------------------------- | ------------------ | --- |
| 2024                          | Bistrița     | Loredana Salanță        | No clasificó              |                    | |
| No compitió entre 2022 y 2023 |              |                         |                           |                    | |
| 2021                          | Cluj-Napoca  | Carmina Cotfas          | No clasificó              |                    | |
| 2020                          | Arad         | Bianca Tirsin           | No clasificó              |                    | |
| 2019                          | Iași         | Dorina Chihaia          | No clasificó              |                    | |
| 2018                          | No compitió  | No compitió             | No compitió               | No compitió        | No compitió |
| 2017                          | Constanța    | Ioana Mihalache         | No clasificó              |                    | |
| 2016                          | Bucarest     | Teodora Dan             | No clasificó              |                    | |
| No compitió entre 2014 y 2015 |              |                         |                           |                    | |
| 2013                          | Târgoviște   | Roxana Oana Andrei      | No clasificó              |                    | |
| 2012                          | Brașov       | Delia Monica Duca       | No clasificó              |                    | |
| 2011                          | Slatina      | Larisa Popa             | No clasificó              |                    | |
| 2010                          | Brașov       | Oana Paveluc            | No clasificó              |                    | |
| 2010                          | Buftea       | Alexandra Filip         | No compitió               | No compitió        | Filip fue reemplazada por su 1.ª finalista, Oana Paveluc, ya que se negó a firmar el contrato con la Organización Miss Universo que le impedía representar a Rumania en una competencia de baile en Corea del Sur. |
| 2009                          | Bucarest     | Elena Bianca Constantin | No clasificó              |                    | |
| No compitió entre 1999 y 2008 |              |                         |                           |                    | |
| 1998                          | Bucarest     | Iuliana Elena Verdeș    | No clasificó              |                    | |
| 1997                          | Timișoara    | Diana Maria Urdareanu   | No clasificó              |                    | |
| 1996                          | Ploiești     | Roberta Anastase        | No clasificó              |                    | |
| 1995                          | Bucarest     | Monika Grosu            | No clasificó              |                    | |
| 1994                          | Bucarest     | Mihaela Ciolacu         | No clasificó              |                    | |
| 1993                          | Lipova       | Angelica Nicoară        | No clasificó              |                    | |
| 1992                          | Bucarest     | Corina Corduneanu       | No clasificó              |                    | |
| 1991                          | Iași         | Daniela Nane            | No clasificó              |                    | |